# Heinrich Wexler
Heinrich Johann Wexler (ur. 15 września 1910 w Mönchengladbach, data śmierci nieznana) – zbrodniarz wojenny, kapo w niemieckim obozie koncentracyjnym Neuengamme.
W trakcie II wojny światowej był więźniem funkcyjnym w podobozie KL Neuengamme - Hannover-Ahlem. W 1945 mordował więźniów żydowskich zastrzykami fenolu, a także maltretował ich ze skutkiem śmiertelnym. 2 stycznia 1976 został skazany za swoje zbrodnie przez zachodnioniemiecki sąd w Hanowerze na dożywotnie pozbawienie wolności. Wyrok zatwierdził Trybunał Federalny Niemieckiej Republiki Federalnej 19 października 1976. Zwolniony w 1982.